# Laetare

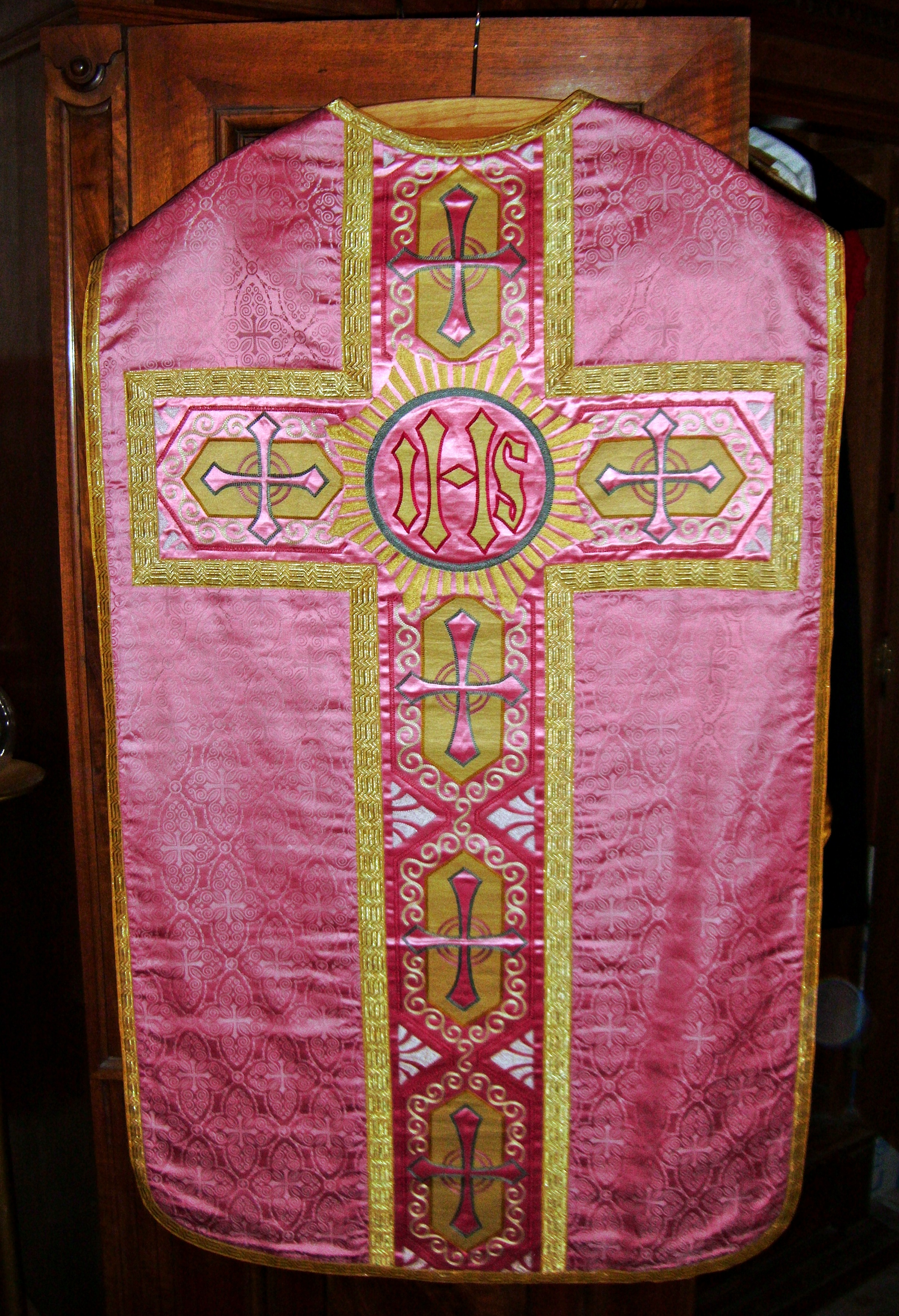
Rosa Messkasel, Art déco, ehemals Speyerer Dom, jetzt Stiftskirche Neustadt an der Weinstraße

Laetare (lateinisch laetare „freue dich“) oder Lätare, auch Freudensonntag, Rosensonntag (lateinisch Dominica de rosa), Brotsonntag, Totensonntag, Todsonntag oder Schwarzer Sonntag genannt, ist der nach dem Anfangswort des Introitus („Laetare Ierusalem …“: ‚Freu dich, Jerusalem …‘) in der römisch-katholischen und evangelisch-lutherischen Liturgie benannte vierte Fasten- oder Passionssonntag im Frühjahr (März oder Anfang April).

“Laetare Ierusalem: et conventum facite omnes qui diligitis eam: gaudete cum laetitia, qui in tristitia fuistis: ut exsultetis, et satiemini ab uberibus consolationis vestrae.”

Text der Einheitsübersetzung 2016 des Katholischen Bibelwerks:

„Freut euch mit Jerusalem! Jubelt in der Stadt, alle, die ihr sie liebt. Seid fröhlich mit ihr, alle, die ihr über sie traurig wart. Saugt euch satt an ihrer tröstenden Brust, trinkt und labt euch an ihrem mütterlichen Reichtum!“

Mit dem Sonntag Laetare ist die Mitte der Fastenzeit („Mittfasten“) überschritten; er hat deshalb einen fröhlicheren, tröstlichen Charakter, da das Osterfest näher rückt. Das wird in der katholischen Kirche traditionell auch durch die liturgische Farbe ausgedrückt: In das Violett der Fastenzeit mischt sich an diesem Tage schon ein wenig von der weißen Liturgiefarbe des nahenden Osterfestes, was dann einen rosa Farbton ergibt. Das österliche Weiß strahlt gewissermaßen schon durch das Violett hindurch. Diese liturgische Farbe ist auch für den Adventssonntag Gaudete vorgesehen. Es können an den beiden Sonntagen jedoch auch violette Gewänder benutzt werden. Früher durfte in der Fastenzeit die Orgel nur an diesem Sonntag erklingen. Der Sonntag Laetare und der Sonntag Gaudete sind die einzigen Sonntage, bei denen im Messbuch der römisch-katholischen Kirche die Benennung nach dem ersten Wort der Introitusantiphon erhalten geblieben ist. Laetare wird umgangssprachlich zuweilen auch „Rosensonntag“ genannt, da an diesem Tag vom 11. bis zum 19. Jahrhundert die Goldene Rose (Tugendrose) gesegnet wurde, die der Papst einer Person oder Institution verlieh, die sich um die Kirche besonders verdient gemacht hatte. Eine andere Bezeichnung für diesen Sonntag ist „Brotsonntag“, abgeleitet vom Evangelium der wundersamen Brotvermehrung.

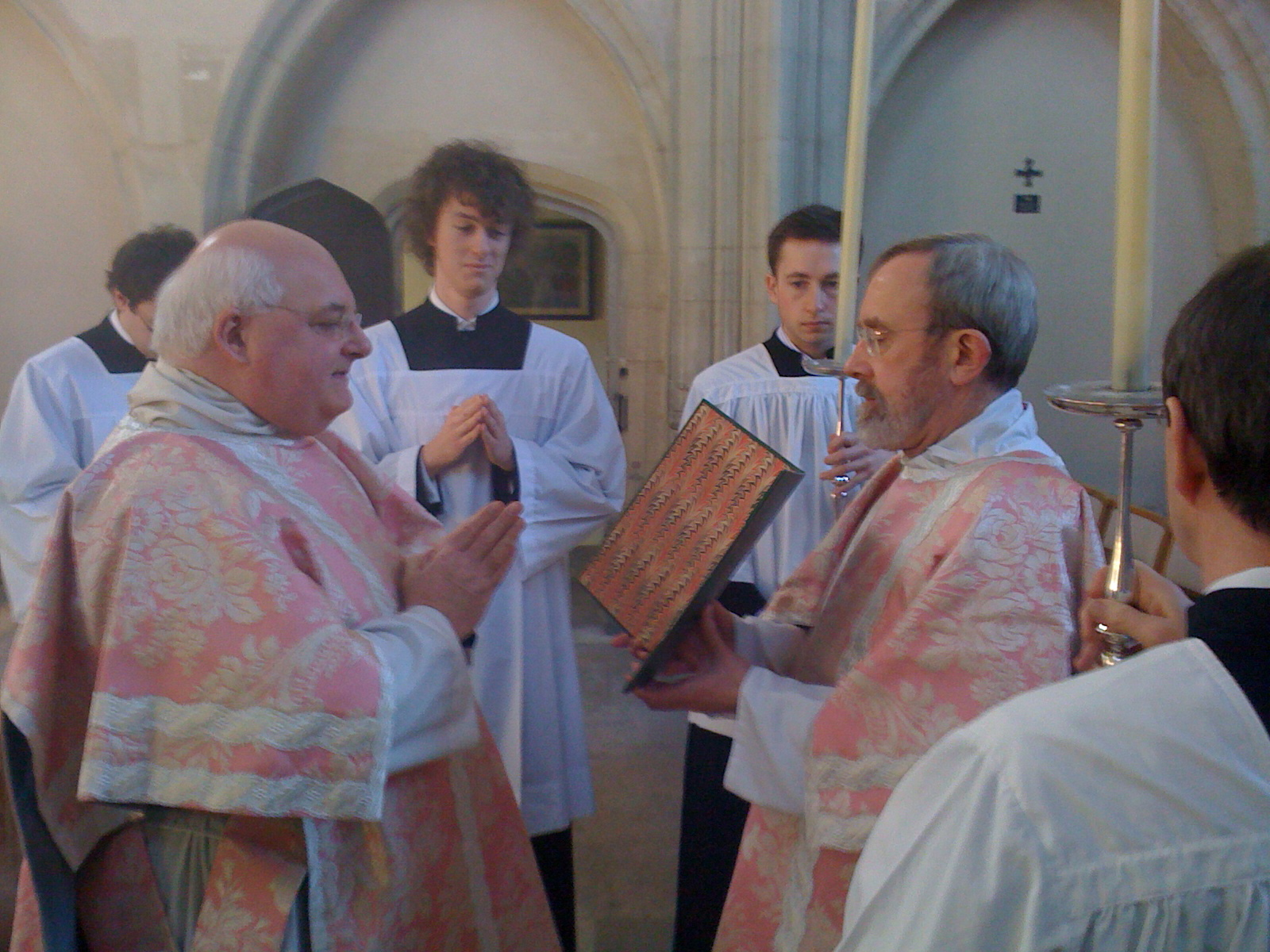
Vortrag des Evangeliums am Sonntag Laetare
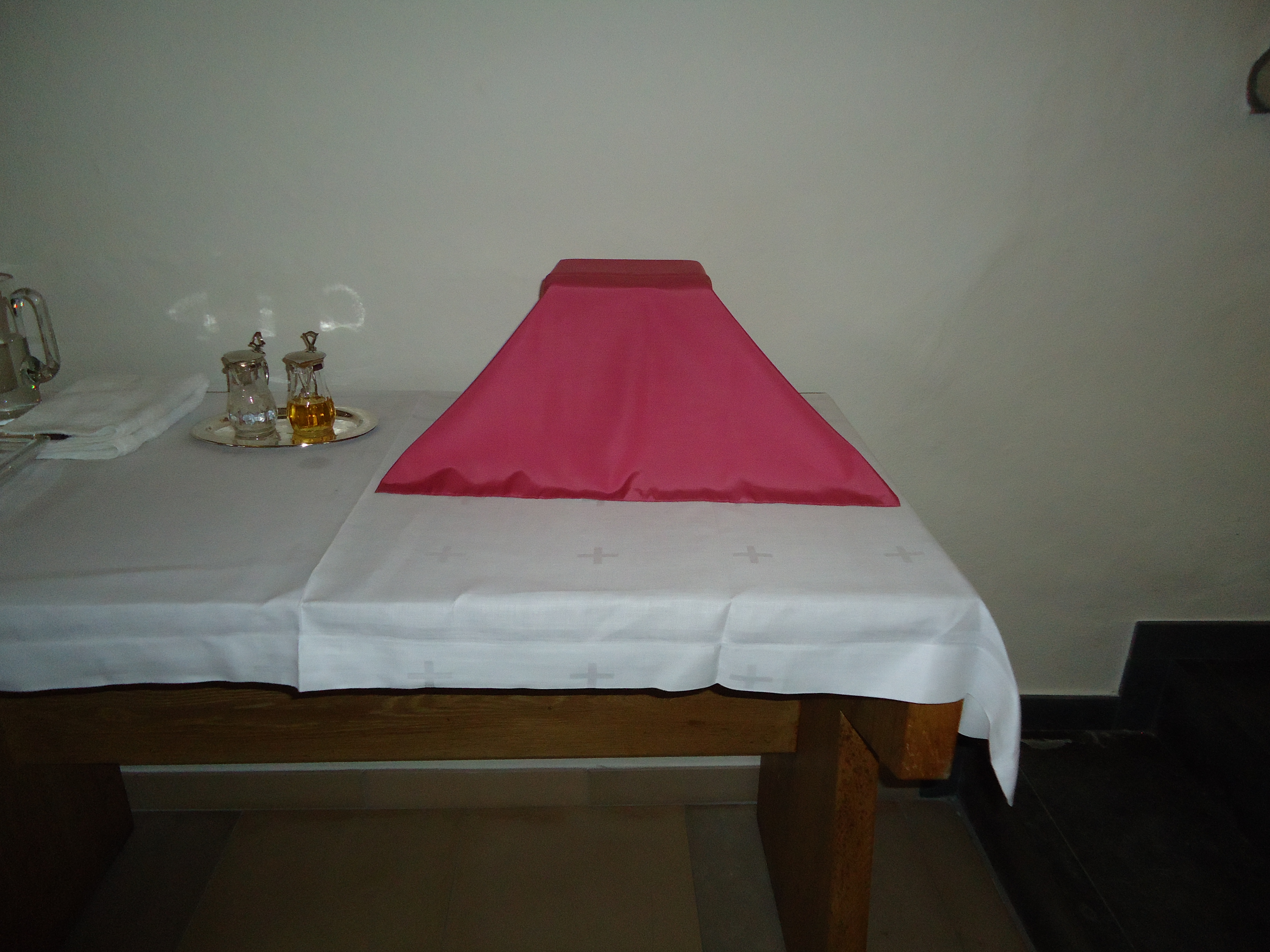
Kredenz mit rosa Kelchvelum

## Liturgische Texte

### Römisch-katholische Leseordnung
|            | Erste Lesung           | Zweite Lesung | Evangelium                                           |
| ---------- | ---------------------- | ------------- | ---------------------------------------------------- |
| Lesejahr A | 1 Sam 16,1b.6–7.10–13b | Eph 5,8–14    | Joh 9,1–41 (Heilung des Blindgeborenen)              |
| Lesejahr B | 2 Chr 36,14–16.19–23   | Eph 2,4–10    | Joh 3,14–21 (Gespräch mit Nikodemus)                 |
| Lesejahr C | Jos 5,9a.10–12         | 2 Kor 5,17–21 | Lk 15,1–3.11–32 (Gleichnisse vom barmherzigen Vater) |

### Evangelische Perikopenordnung
| Reihe        | Perikope     | Anmerkung                | Inhalt                                                                                           |
| ------------ | ------------ | ------------------------ | ------------------------------------------------------------------------------------------------ |
| I            | Joh 6,47–51  |                          | Jesus spricht: „Ich bin das Brot des Lebens.“                                                    |
| II           | Jes 66,10–14 |                          | „Freuet euch mit Jerusalem und seid fröhlich über die Stadt, alle, die ihr sie lieb habt!“       |
| III          | Joh 12,20–26 | Evangelium               | „Wenn das Weizenkorn nicht in die Erde fällt und erstirbt …“                                     |
| IV           | 2 Kor 1,3–7  | Epistel                  | Gott tröstet uns in aller unserer Trübsal, damit wir auch trösten können.                        |
| V            | Jes 54,7–10  | Alttestamentliche Lesung | „Es sollen wohl Berge weichen und Hügel hinfallen, aber meine Gnade soll nicht von dir weichen“. |
| VI           | Lk 22,54–62  |                          | Verleugnung des Petrus                                                                           |
| Psalm        | Ps 84,2–13   |                          | „Wie lieblich sind deine Wohnungen, Herr Zebaoth!“                                               |
| Wochenspruch | Joh 12,24    |                          | „Wenn das Weizenkorn nicht in die Erde fällt und erstirbt …“                                     |

## Regionales Brauchtum
Regional wird Laetare auch „Todsonntag“ genannt, was auf den Brauch des allegorischen Todaustragens von Winter und Sommer zurückgeht, bei dem der Sommer gewinnt.
Im Südwesten Deutschlands wird in vielen Orten am Sonntag Laetare der Brauch der Winterverbrennung gefeiert. In der Kurpfalz geht dem meist der Sommertagszug voraus. Im Wormser Stadtteil Horchheim gibt es an diesem Tag den Dreizackweck.
Im Elztal im Schwarzwald und angrenzenden Seitentälern findet das Scheibenschlagen traditionell an diesem Tag statt. In der Ostschweizer Gemeinde Ermatingen findet alle drei Jahre am Laetaresonntag ein kombinierter Fischer-, Frühlings- und alemannischer Fasnachtsumzug als Höhepunkt der Groppenfasnacht statt. Aus dem evangelischen Flözlingen wird von folgenden Fastnachtbräuchen berichtet: Faulenzen, Aufzüge und Masken selten, jedoch seltener als in den umliegenden katholischen Orten. Donnerstag darauf „rußiger Dunnstig“ (rußiger Donnerstag) für die jungen Leute, wo ledige Buben und Mädchen sich Maske und Gesicht mit Ruß schwärzen; Lätare: Jungfernfastnacht – Jedes Mädchen bekommt eine Bratwurst vom Vater beziehungsweise, wenn sie im Kreise bei Fremden ist, von ihrer Herrschaft. Bis zu diesem Tag muss der oder die „Angeklagte“ dem Stockacher Narrengericht die verurteilte Strafe liefern.
In Schlesien wurde am Sonntag Laetare der Summersunntag (Sommersonntag) gefeiert. Kinder, die Gerten mit Papierrosen und bunten Bändern (sogenannte „Sommer“) trugen, zogen beim Summersinga von Haus zu Haus und sangen, wie es auch aus Reußendorf überliefert wird, als Heischelied:

„Summer, Summer, Summer!

Ich bin a kleener Pummer,

Ich bin a kleener Keenich,

Gat mer nie zu wenich,

Lot mich nie zu lange stien,

Ich muß a Heisla weiter gien.“

## Termine
Die Lage der Fastenzeit ist abhängig vom Termin des Osterfestes. Laetare liegt 21 Tage vor dem Ostersonntag und fällt somit frühestens auf den 1. März und spätestens auf den 4. April.
Der nächste Sonntag Laetare fällt auf den 15. März 2026.